# لياندرو مورنتي
لياندرو مورنتي (بالفرنسية: Leandro Morante) هو لاعب كرة قدم فرنسي، ولد في 18 أبريل 1997 في مونبلييه في فرنسا. لعب مع بورغ أون بريس بيروناس ونادي شاتورو.

## وصلات خارجية
- لياندرو مورنتي على موقع قاعدة بيانات كرة القدم.إي يو (الإنجليزية)
- لياندرو مورنتي على موقع Soccerway.com (الإنجليزية)